# Tekiree Tamuera
Tekiree Tamuera (* 16. Februar 1940) ist ein Politiker aus Kiribati.
Er war vom 24. Mai 1994 bis 28. Mai 1994 amtierender Präsident von Kiribati als Vorsitzender des Staatsrats. Von 1994 bis 2002 war er Sprecher des kiribatischen Parlaments, des Maneaba ni Maungatabu.